# Eberhard Grün (Astrophysiker)
Eberhard Grün (* 30. März 1942) ist ein deutscher Astrophysiker und Planetologe, bekannt für Forschungen zu interstellarem und interplanetarem Staub.
Grün studierte an der Universität Heidelberg Physik mit dem Diplom 1968 und wurde dort 1970 promoviert, wobei er seine Dissertation am Max-Planck-Institut für Kernphysik in Heidelberg anfertigte (Mass Spectroscopy of Impact Induced Ions). Danach entwickelte er Detektoren für kosmischen Staub zur Verwendung in Raumsonden am MPI für Kernphysik und war dabei auch am Goddard Space Flight Center und Ames Research Center der NASA. 1974 wurde er fest angestellt am MPI für Kernphysik. 1981 habilitierte er sich in Heidelberg und ging im selben Jahr für ein halbes Jahr ans Jet Propulsion Laboratory (u. a. Analyse Voyager 2 Daten) und danach ans Lunar and Planetary Science Institute in Houston. Neben seiner Forschungstätigkeit am MPI (Leiter der Staub-Gruppe) wurde er 1989 Professor an der Universität Heidelberg. 2007 wurde er am MPI emeritiert, blieb aber weiter wissenschaftlich aktiv, unter anderem am Laboratory for Atmospheric and Space Physics (LASP) der University of Colorado Boulder.
2000 bis 2007 forschte er auch am Hawaii institute of Geophysics and Planetology. 2004 war er Gastprofessor an der University of Canterbury in Neuseeland.
Grün war treibende Kraft in der Entwicklung von Staubdetektoren in Raumsonden seit den 1970er Jahren, die ermöglichten Staub nach Masse, Geschwindigkeit und Richtung zu analysieren. Damit konnte er Staubströme aus Vulkanen des Io identifizieren, die vom Magnetfeld des Jupiter beschleunigt wurden, den Fluss interstellaren Staubs durch das Sonnensystems und Eisströme von Kryovulkanen auf Enceladus, die den E-Ring des Saturn speisen.
Er untersuchte auch Einschlagereignisse und Meteorite und Kometen.
Er war Principal Investigator für Messung interstellarem und interplanetarem Staub bei verschiedenen Raumsondenmissionen wie Helios 1 (1974), Helios 2 (1976), Galileo (1989), Ulysses (1990) und Cassini-Huygens (1997) und er war auch an Giotto (1985), Vega, der japanischen Mars-Sonde Nozomi (1998), Stardust und Rosetta beteiligt.
2011 erhielt Grün die Goldmedaille der Royal Astronomical Society. 2022 wurde ihm die Ehrendoktorwürde der Universität Stuttgart verliehen.
Am 1. Juli 1996 wurde ein Asteroid nach ihm benannt: (4240) Grün.